# Phare de New London Ledge

Le phare de New London Ledge (en anglais : New London Ledge Light), est un phare situé à Groton sur la Tamise, à l'embouchure du port de NewLondon dans le Comté de New London, Connecticut.
Ce phare est inscrit au Registre national des lieux historiques depuis le 29 mai 1990 sous le no 89001471
.

## Historique
Le phare de New London Ledge a été construit en 1909 sur la corniche sud-ouest. La Garde côtière des États-Unis a pris le relais en 1939 lors de sa fusion avec le Lighthouse Service. et la lumière a été automatisée en 1987. La lentille de Fresnel d'origine du quatrième ordre a été retirée et exposée plus tard au musée maritime de New London Customhouse (en).
New London Ledge est localement célèbre pour le fantôme d'un ancien gardien nommé Ernie qui hanterait le phare. L'équipe de la Garde côtière en service au phare a signalé des frappes inexpliquées pendant la nuit, ainsi que des portes s'ouvrant et se fermant à plusieurs reprises, la télévision s'allumant et s'éteignant d'elle-même de manière sporadique, et l'enlèvement inexpliqué de draps des lits.
Il est  maintenant détenu et entretenu par la New London Maritime Society en 2010, dans le cadre du programme du National Historic Lighthouse Preservation Act (en).

## Description
Le phare est une tourelle circulaire, avec galerie et lanterne, s'élevant au centre d'une maison carrée de gardiens de trois étages de 18 m de haut. La lanterne est blanche au toit rouge.
Il émet, à une hauteur focale de 18 m, quatre courts flashs (3 blancs et 1 rouge)  par période de 30 secondes. Sa portée est de 15 milles nautiques (environ 41 km). Il est équipé d'une corne de brume émettant deux souffles de 2 secondes par période de 20 secondes.

## Caractéristiques dufeu maritime
Fréquence : 30 secondes (W-W-W-R)
- Lumière : 0,3 seconde
- Obscurité : 4,7 secondes
- Lumière : 0,3 seconde
- Obscurité : 4,7 secondes
- Lumière : 0,3 seconde
- Obscurité : 9,7 secondes
- Lumière : 0,3 seconde
- Obscurité : 9,7 secondes

Identifiant : ARLHS : USA-542 ; USCG :  1-21825 ; Admiralty : J0730 .

Le phare (photo USCG)
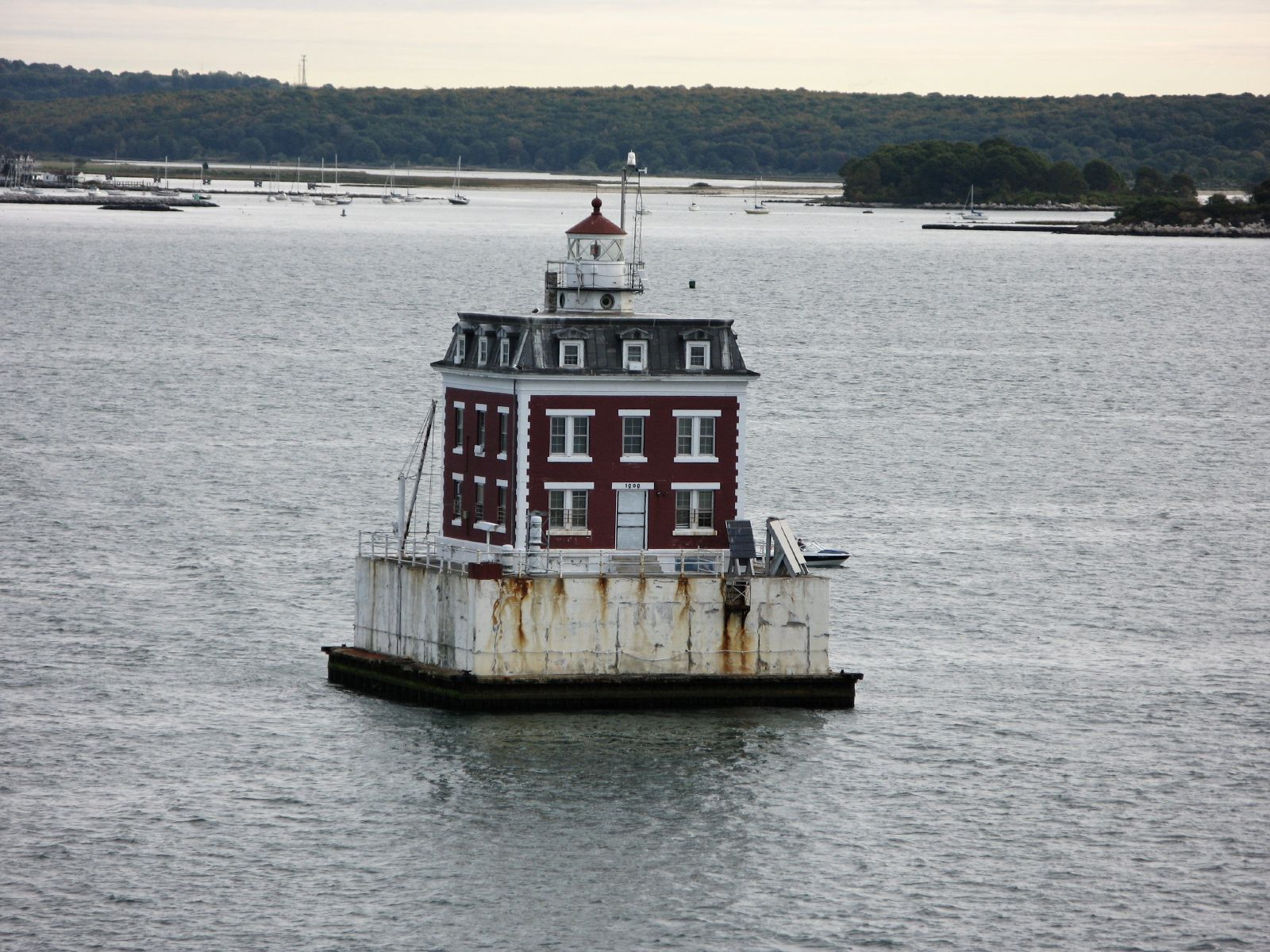
Le phare
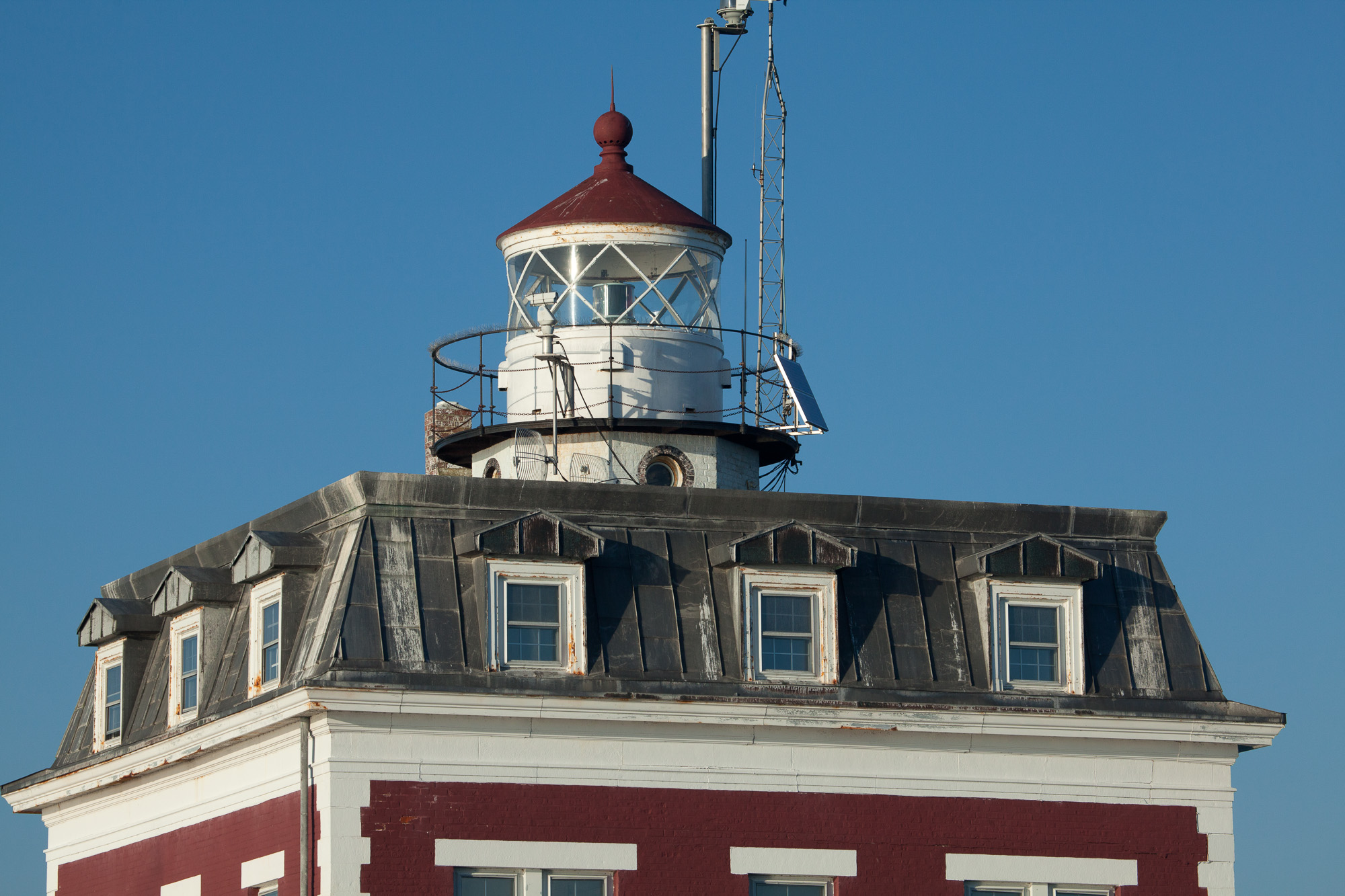
La lanterne